# 李仁宗
李仁宗（越南语：／，1066年—1127年），諱李乾德（越南语：／），越南李朝第四代皇帝，1072年－1127年在位，是越南在位时间最长的皇帝之一。他是李圣宗长子，猗蘭元妃黎氏所生。

## 生平
龍彰天嗣元年（1066年）正月生於洞仙宫，当日被立为太子，登基后尊号为“憲天體道聖文神武崇仁懿義純誠明孝皇帝”，太寧元年（1072年），逼迫垂帘听政的上陽太后楊氏殉葬，立其母为太后。1075年，在越南行科举。同年以受中国宋朝威胁为由，命李常杰率领水军，宗亶率領陸軍侵略宋朝，攻克邕、欽、廉三州，到处杀人放火，宋朝死者五万余，另有约五万人被俘。其后爆发宋越熙宁战争。其间，又令李常杰侵略占城。1077年，试官员以书算刑律；1083年，亲自征讨麻沙洞叛乱。1086年成立翰林院。1096年以遭太師黎文盛暗杀未遂为名下令逮捕黎文盛。1119年，攻麻沙洞。同年命令“定私奴刺墨之禁”、“凡京城内外诸人家奴仆不得刺墨胸脚，如禁军样，及刺龙文于身上。犯者没官”。 
其统治越南时期，被认为是越南历史上的黄金时期。其崇尚佛教，重视教育，主张考试选拔人才，重视水利，爱好音乐。

## 評價
《大越史記全書》:「李朝之時，世更八帝，傳祚二百餘年，所可稱者太祖有帝王之量，太宗有智勇之資，聖宗有愛民之仁，仁宗有惠民之德。然太祖立后者三，情牽於爱，而家道不正。太宗制峯有五，當哀而樂，而孝道以虧。聖宗蹈太祖之轍，而立后過制。仁宗惑生母之言，而幽殺嫡母。」
「仁宗天資仁孝，稱爲盛德，重名臣之選，置進士之科，侍經筵之有其官，開言路之有其詔，求賢納諫，薄賦輕徭，故能身致太平，俗臻殷富，足為承平之令主也。然開覧山宴，而咱母后之盤遊，鑄龜田鍾，而陷僧尼之簧惑，此其失也。」
「帝(李仁宗)日角龍顔，手垂過膝，明哲神武，睿智孝仁，大畏小懷，神助人應，通音律，製樂歌，俗臻富庶，身致太平，爲李朝之盛主。惜其慕浮屠，好祥瑞，爲盛德之累耳。」

## 后妃

### 皇后
- 聖極皇后，會豐四年（1095年）去世[1]
- 昭聖皇后，龍符元化八年（1108年）去世[2]
- 蘭英皇后，会祥大庆六年（1115年）被立为皇后
- 欽天皇后，会祥大庆六年（1115年）被立为皇后
- 震寶皇后，会祥大庆六年（1115年）被立为皇后，同时立三皇后，三十六宫人[3]

另外《越史略》記載李仁宗在神武四年（1072年）七月立皇后二人，是否即聖極皇后與昭聖皇后無考。